# Rehetobel
Rehetobel (gsw. Rechtobel) – gmina (niem. Einwohnergemeinde) w północno-wschodniej Szwajcarii, w kantonie Appenzell Ausserrhoden. 31 grudnia 2014 liczyła 1725 mieszkańców. Do 1995 roku należała do okręgu Vorderland.